# Brabant-en-Argonne
Brabant-en-Argonne è un comune francese di 105 abitanti situato nel dipartimento della Mosa nella regione del Grand Est. Dal 1973 al 2003 ha fatto parte del comune di Récicourt.